# Cork Admirals
I Cork Admirals sono una squadra di football americano, di Cork, in Irlanda.

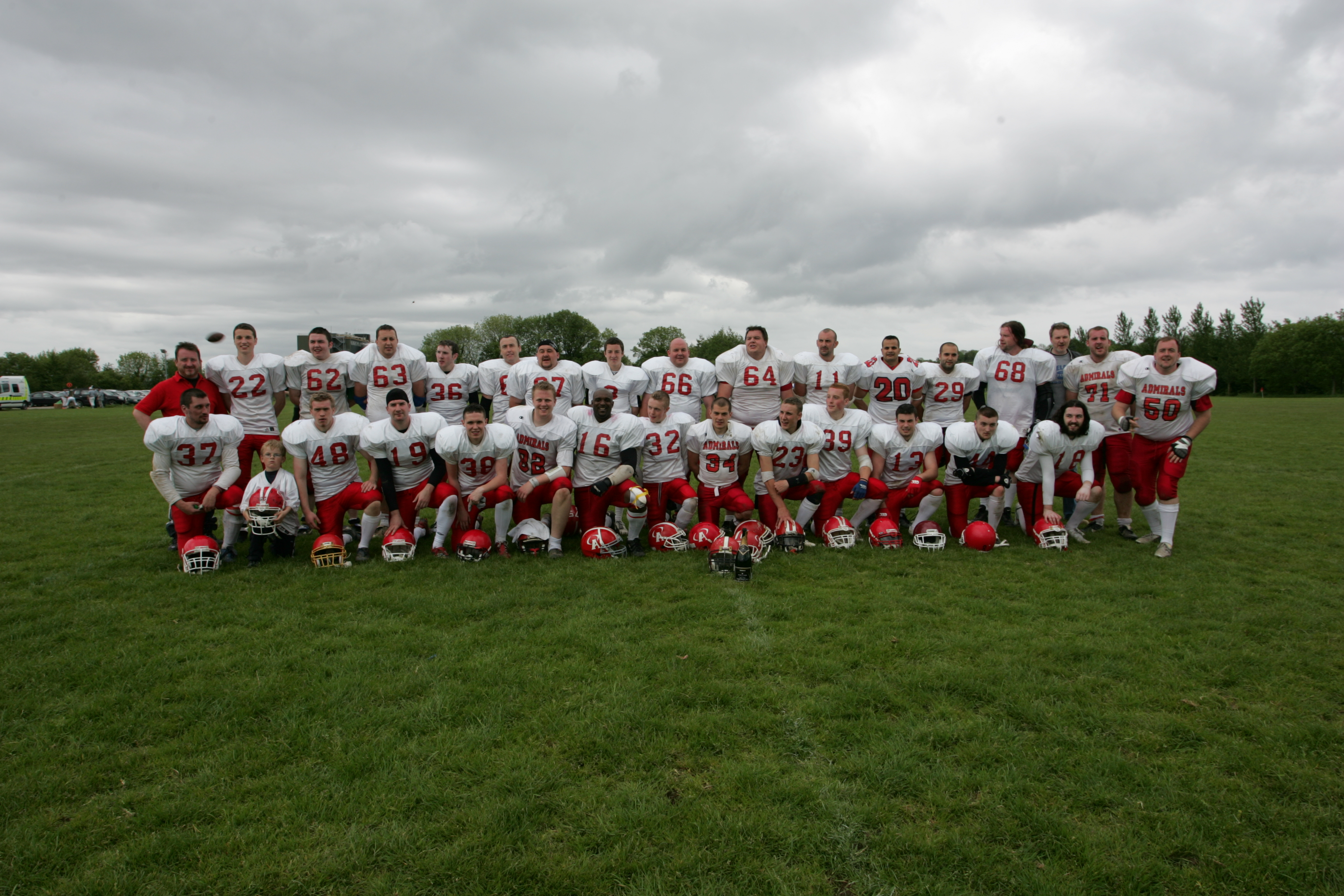
La squadra del 2006

## Storia
La squadra è stata fondata nel 2001 e ha vinto la IAFL-1 nel 2016 e il titolo nazionale nel 2018.

## Dettaglio stagioni

### Tornei nazionali

#### Campionato

##### IAFL/Shamrock Bowl Conference/AFI Premier Division
| Stagione | regular season | regular season | regular season | regular season | regular season | regular season | playoff | playoff | playoff | playoff | playoff | playoff       | playoff                   |
|          | Vin            | Par            | Per            | Tot            | PF             | PS             | Vin     | Per     | Tot     | PF      | PS      | risultato     | avversaria                |
| -------- | -------------- | -------------- | -------------- | -------------- | -------------- | -------------- | ------- | ------- | ------- | ------- | ------- | ------------- | ------------------------- |
| 2005     | 5              | 0              | 3              | 8              | 174            | 188            | 0       | 1       | 1       | 0       | 31      | Semifinale    | Belfast Bulls             |
| 2007     | 6              | 0              | 2              | 8              | 327            | 70             | 2       | 1       | 3       | 52      | 28      | Shamrock Bowl | UL Vikings                |
| 2008     | 6              | 0              | 2              | 8              | 332            | 92             | 1       | 1       | 2       | 46      | 21      | Semifinale    | Dublin Rebels             |
| 2009     | 2              | 0              | 6              | 8              | 138            | 135            | -       | -       | -       | -       | -       | -             | -                         |
| 2010     | 5              | 1              | 2              | 8              | 175            | 61             | 0       | 1       | 1       | 6       | 8       | Wild Card     | West Dublin Rhinos        |
| 2011     | 2              | 0              | 6              | 8              | 105            | 166            | -       | -       | -       | -       | -       | -             | -                         |
| 2012     | 3              | 0              | 5              | 8              | 113            | 182            | -       | -       | -       | -       | -       | -             | -                         |
| 2013     | 0              | 0              | 5              | 5              | 6              | 154            | -       | -       | -       | -       | -       | -             | -                         |
| 2017     | 4              | 1              | 3              | 8              | 194            | 138            | 0       | 1       | 1       | 12      | 36      | Wild Card     | UL Vikings                |
| 2018     | 5              | 0              | 3              | 8              | 153            | 74             | 2       | 0       | 2       | 32      | 29      | Campioni      | Dublin Rebels             |
| 2019     | 7              | 1              | 0              | 8              | 173            | 63             | 0       | 1       | 1       | 6       | 21      | Semifinale    | South Dublin Panthers     |
| 2022     | 5              | 1              | 2              | 8              | 185            | 124            | 0       | 1       | 1       | 6       | 44      | Semifinale    | University College Dublin |
| Totale   | 50             | 4              | 39             | 93             | 2075           | 1447           | 5       | 7       | 12      | 160     | 218     |               |                           |

Fonti: Enciclopedia del Football - A cura di Massimo Mezzetti

##### IAFL1 Conference
| Stagione | regular season | regular season | regular season | regular season | regular season | regular season | playoff | playoff | playoff | playoff | playoff | playoff    | playoff                   |
|          | Vin            | Par            | Per            | Tot            | PF             | PS             | Vin     | Per     | Tot     | PF      | PS      | risultato  | avversaria                |
| -------- | -------------- | -------------- | -------------- | -------------- | -------------- | -------------- | ------- | ------- | ------- | ------- | ------- | ---------- | ------------------------- |
| 2014     | 6              | 0              | 2              | 8              | 92             | 104            | 0       | 1       | 1       | 0       | 40      | IAFL1 Bowl | University College Dublin |
| 2015     | 7              | 0              | 1              | 8              | 240            | 78             | 0       | 1       | 1       | 12      | 13      | IAFL1 Bowl | Waterford Wolves          |
| 2016     | 8              | 0              | 0              | 8              | 226            | 59             | 2       | 0       | 2       | 68      | 7       | Campioni   | Belfast Trojans II        |
| Totale   | 21             | 0              | 3              | 24             | 558            | 241            | 2       | 2       | 4       | 80      | 60      |            |                           |

Fonti: Enciclopedia del Football - A cura di Massimo Mezzetti

##### IAFA DV8 Development League
| Stagione | regular season | regular season | regular season | regular season | regular season | regular season | playoff | playoff | playoff | playoff | playoff | playoff   | playoff          |
|          | Vin            | Par            | Per            | Tot            | PF             | PS             | Vin     | Per     | Tot     | PF      | PS      | risultato | avversaria       |
| -------- | -------------- | -------------- | -------------- | -------------- | -------------- | -------------- | ------- | ------- | ------- | ------- | ------- | --------- | ---------------- |
| 2008     | 5              | 0              | 1              | 6              | 145            | 25             | 1       | 0       | 1       | 30      | 0       | Campioni  | Dublin Rebels II |
| Totale   | 5              | 0              | 1              | 6              | 145            | 25             | 1       | 0       | 1       | 30      | 0       |           |                  |

Fonti: Enciclopedia del Football - A cura di Massimo Mezzetti

### Riepilogo fasi finali disputate
| Anno           | Luogo       | Evento                      | Fase del torneo | Incontro                                  | Risultato |
| 14 agosto 2005 |             | IAFL                        | Semifinale      | Belfast Bulls - Cork Admirals             | 31 - 0    |
| 29 luglio 2007 | Limerick    | IAFL                        | Shamrock Bowl   | UL Vikings - Cork Admirals                | 22 - 14   |
| 27 luglio 2008 |             | IAFL                        | Semifinale      | Cork Admirals - Dublin Rebels             | 12 - 19   |
| agosto 2008    |             | IAFA DV8 Development League | Finale          | Cork Admirals II - Dublin Rebels II       | 30 - 0    |
| 18 luglio 2010 | Bishopstown | IAFL                        | Wild Card       | Cork Admirals - West Dublin Rhinos        | 6 - 8     |
| 17 agosto 2014 |             | IAFL1 Conference            | IAFL1 Bowl      | Cork Admirals - University College Dublin | 0 - 40    |
| 14 agosto 2015 | Navan       | IAFL1 Conference            | IAFL1 Bowl      | Cork Admirals - Waterford Wolves          | 12 - 13   |
| 14 agosto 2016 | Cork        | IAFL1 Conference            | IAFL1 Bowl      | Cork Admirals - Belfast Trojans II        | 38 - 7    |
| 23 luglio 2017 |             | Shamrock Bowl Conference    | Wild Card       | UL Vikings - Cork Admirals                | 36 - 12   |
| 19 agosto 2018 |             | Shamrock Bowl Conference    | Shamrock Bowl   | Cork Admirals - Dublin Rebels             | 18 - 16   |
| 21 luglio 2019 | Cork        | Shamrock Bowl Conference    | Semifinale      | Cork Admirals - South Dublin Panthers     | 6 - 21    |
| 24 luglio 2022 |             | AFI Premier Division        | Semifinale      | University College Dublin - Cork Admirals | 44 - 6    |

## Palmarès
- 1 Shamrock Bowl (2018)
- 1 IAFL-1 Bowl (2016)
- 1 DV8 Bowl[1] (2008)